# 결혼식 음악
결혼식 음악(結婚式音樂, wedding music)은 결혼식 때 사용되는 음악들이다. 입장할 때 쓰이는 결혼행진곡, 퇴장할 때 쓰이는 축혼행진곡, 행복을 기원하는 축가 등 다양하다. 결혼행진곡과 축혼행진곡은 각각 리하르트 바그너와 펠릭스 멘델스존이 썼다.